# جاري دوهيرتي
جاري دوهيرتي (بالإنجليزية: Gary Doherty)‏ (31 يناير 1980 في جمهورية أيرلندا - ) هو لاعب كرة قدم أيرلندي في مركز الدفاع. شارك مع منتخب جمهورية أيرلندا لكرة القدم. أما مع النوادي، فقد لعب مع تشارلتون أثلتيك وتوتنهام هوتسبير ونادي لوتون تاون ونورويتش سيتي وويكمب وندررز.

## مسيرته الكروية
لعب جاري دوهيرتي خلال مسيرته الاحترافية مع 5 أندية في عشرون موسمًا وسجل خلالها 30 هدف ضمن 433 مباراة. ولم يفز بأي موسم بالكأس أو بالدوري.
خاض جاري دوهيرتي مسيرته مع نادي لوتون تاون في موسم 1997–98 واستمر معه طيلة ثلاثة مواسم، مشاركًا في 70 مباراة سجل خلالها 12 هدفًا. ثم انتقل إلى نادي توتنهام هوتسبير في موسم 1999–00 ليلعب معه ستة مواسم، حيث شارك في 64 مباراة سجل خلالها 4 أهداف. لينتقل بعدها إلى نادي نورويتش سيتي في موسم 2004–05 ليلعب معه ستة مواسم، مشاركًا في 202 مباراة سجل خلالها 11 هدفًا. ثم انتقل إلى نادي تشارلتون أثلتيك في موسم 2010–11 ولمدة موسمين، مشاركًا في 41 مباراة ولم يسجل أي هدف. هذا وانتقل لاحقًا إلى ويكمب وندررز في موسم 2011–12 واستمر معه طيلة ثلاثة مواسم، مشاركًا في 56 مباراة سجل خلالها 3 أهداف.

## وصلات خارجية
- جاري دوهيرتي على موقع الاتحاد الدولي (مؤرشف)  (الإنجليزية)
- جاري دوهيرتي على موقع الاتحاد الأوربي (الإنجليزية)
- جاري دوهيرتي على موقع قاعدة بيانات كرة القدم.إي يو (الإنجليزية)
- جاري دوهيرتي على موقع ناشيونال فوتبول تيمز (الإنجليزية)
- جاري دوهيرتي على موقع Soccerbase.com (لاعب) (الإنجليزية)
- جاري دوهيرتي على موقع Soccerway.com (الإنجليزية)
- جاري دوهيرتي على موقع عالم كرة القدم.نت (الإنجليزية)